# Тиньков переулок
Тинько́в переу́лок — переулок в городе Пушкине (Пушкинский район Санкт-Петербурга). Проходит от Сапёрной улицы на юго-запад.
Название было дано 7 июля 2003 года якобы в честь русского пивовара Порфирия Васильевича Тинькова и по местоположению рядом с переулком частной пивоварни «Тинькофф» (её основал предприниматель О. Ю. Тиньков).
По словам члена топонимической комиссии А. Д. Ерофеева, сотрудники завода принесли на заседание комиссии якобы копию страницы словаря Брокгауза и Ефрона. На ней сообщалось о Порфирии Тинькове, который с 1759 года поставлял пиво императорскому двору. После выхода распоряжения о присвоении названия выяснилось, что копия была подделкой и Порфирия Тинькова не существовало. Сам Олег Тиньков признался, что Порфирия Тинькова придумала служба маркетинга его компании для американского рынка.
В 2010 году Ерофеев заявил, что переименовывать Тиньков переулок не будут.
Предполагалось, что в 2015 году в Тиньковом переулке будут построены станция скорой помощи и учебно-тренажёрный комплекс Военно-морского научного центра ВМФ.
12 мая 2022 года Алексей Ерофеев заявил, что Топонимической комиссии Санкт-Петербурга было предложено переименовать Тиньков переулок в Пушкине.